# Landtagswahlkreis Stuttgart III
Der Wahlkreis Stuttgart III (Wahlkreis 03) ist ein Landtagswahlkreis in Baden-Württemberg. Er umfasste bei der Landtagswahl 2021 die Stadtbezirke Botnang, Feuerbach, Mühlhausen ohne den Stadtteil Neugereut, Münster, Stammheim, Weilimdorf und Zuffenhausen des Stadtkreises Stuttgart.
Die Grenzen der Landtagswahlkreise wurden nach der Kreisgebietsreform von 1973 zur Landtagswahl 1976 grundlegend neu zugeschnitten und seitdem nur punktuell geändert. Die vier Stuttgarter Wahlkreise blieben in diesem Zeitraum bis zur Landtagswahl 2006 unverändert. Zur Landtagswahl 2011 wurden jedoch erstmals Veränderungen im Wahlkreiszuschnitt vorgenommen. Ziel dabei war, die Größe der vier Stuttgarter Wahlkreise weitgehend anzugleichen. Deswegen wurden zur Landtagswahl 2011 auch einzelne Stadtbezirke zwischen verschiedenen Wahlkreisen aufgeteilt. Der Wahlkreis Stuttgart III wurde dabei um den Stadtteil Neugereut verkleinert, der dem Wahlkreis Stuttgart IV angegliedert wurde.

## Wahl 2021
Die Landtagswahl 2021 hatte folgendes Ergebnis:
| Direktkandidat       | Partei       | Stimmen in % | Landtagswahl 2016 Stimmen in % |
| -------------------- | ------------ | ------------ | ------------------------------ |
| Oliver Hildenbrand   | Grüne        | 33,9         | 30,7                           |
| Reinhard Löffler     | CDU          | 24,3         | 23,5                           |
| Andreas Mürter       | AfD          | 8,0          | 15,3                           |
| Sarah Schlösser      | SPD          | 12,2         | 12,9                           |
| Jürgen Gert Reichert | FDP          | 10,6         | 9,1                            |
| Aynur Karlikli       | Die Linke    | 4,8          | 4,4                            |
| Sascha Fröhlich      | ÖDP          | 0,6          | 0,5                            |
| Victor Gogröf        | Die PARTEI   | 1,6          | –                              |
| Bernhard Barutta     | Freie Wähler | 1,9          | –                              |
| Sarah Leininger      | KlimalisteBW | 0,8          | –                              |
| Ingo Lau             | WiR2020      | 0,7          | –                              |
| Yannick Weber        | Volt         | 0,7          | –                              |

## Wahl 2016
Die Landtagswahl 2016 hatte folgendes Ergebnis:
| Direktkandidat        | Partei           | Stimmen in % | Landtagswahl 2011 Stimmen in % |
| --------------------- | ---------------- | ------------ | ------------------------------ |
| Franz Untersteller    | GRÜNE            | 30,7         | 28,0                           |
| Reinhard Löffler      | CDU              | 23,5         | 34,2                           |
| Bernd Klingler        | AfD              | 15,3         | –                              |
| Marion von Wartenberg | SPD              | 12,9         | 23,1                           |
| Gabriele Heise        | FDP              | 09,1         | 06,0                           |
| Reiner Hofmann        | LINKE            | 04,4         | 03,7                           |
| Ingo Bach             | PIRATEN          | 01,1         | 01,6                           |
| Matthias Gottfried    | Tierschutzpartei | 01,1         | –                              |
| Bernhard Angelé       | ALFA             | 00,7         | –                              |
| Dieter Zielke         | ödp              | 00,5         | 00,6                           |
| Thomas Melber         | REP              | 00,3         | 01,4                           |
| Lutz Schernau         | NPD              | 00,2         | 00,7                           |
| Friedrich Gröner      | BüSo             | 00,1         | 00,1                           |

## Wahl 2011
Die Landtagswahl 2011 hatte folgendes Ergebnis:
| Direktkandidat     | Partei   | Stimmen in % | Landtagswahl 2006 Stimmen in % |
| ------------------ | -------- | ------------ | ------------------------------ |
| Reinhard Löffler   | CDU      | 34,2         | 39,1                           |
| Franz Untersteller | GRÜNE    | 28,0         | 11,4                           |
| Ruth Weckenmann    | SPD      | 23,1         | 28,6                           |
| Matthias Oechsner  | FDP      | 06,0         | 10,8                           |
| Roland Hoffmann    | LINKE    | 03,7         | WASG: 3,5                      |
| Simon Engelhaupt   | PIRATEN  | 01,6         | –                              |
| Werner Seiler      | REP      | 01,4         | 03,0                           |
| Martin Krämer      | NPD      | 00,7         | 00,7                           |
| Marion Dieringer   | ödp      | 00,6         | 00,3                           |
| Rukiye Dogan       | BIG      | 00,5         | –                              |
| Eugenia Fix        | BüSo     | 00,1         | –                              |
| –                  | Sonstige | 00,2         | 02,6                           |

## Abgeordnete seit 1976
Bei den Landtagswahlen in Baden-Württemberg hat jeder Wähler nur eine Stimme, mit der sowohl der Direktkandidat als auch die Gesamtzahl der Sitze einer Partei im Landtag ermittelt werden. Dabei gibt es keine Landes- oder Bezirkslisten, stattdessen werden zur Herstellung des Verhältnisausgleichs unterlegenen Wahlkreisbewerbern Zweitmandate zugeteilt.
Den Wahlkreis Stuttgart III vertraten seit 1976 folgende Abgeordnete im Landtag:
| Partei | Art des Mandats | Gewählte |
| ------ | --------------- | --- |
| CDU    | Erstmandat      | Martin Dorn 1976, 1980 Marianne Schultz-Hector 1984, 1988, 1992 Clemens Winckler 1996, 2001 Reinhard Löffler 2006, 2011                                            |
| CDU    | Zweitmandat     | Reinhard Löffler 2021 |
| GRÜNE  | Erstmandat      | Franz Untersteller 2016 Oliver Hildenbrand 2021 |
| GRÜNE  | Zweitmandat     | Franz Untersteller 2011 |
| SPD    | Zweitmandat     | Joachim Schröder 1976 Ulrich Maurer 1980, 1984, 1988, 1992, 1996, 2001, Mandat niedergelegt zum 17. Oktober 2005 Edeltraud Hollay, nachgerückt am 18. Oktober 2005 |
| REP    | Zweitmandat     | Horst Trageiser 1992 |